# Грушке, Николай Фёдорович
Николай Фёдорович Грушке (1872—1920) — русский филолог, историк и критик; один из авторов «Энциклопедического словаря Брокгауза и Ефрона».

## Биография
Николай Фёдорович Грушке родился в семье подполковника русской императорской армии, немца по происхождению Фёдора Фёдоровича (Отто Фридриха) Грушке и Екатерины Петровны Басиной, дочери художника Петра Басина.
В 1895 году окончил Историко-филологический факультет Санкт-Петербургского университета. Работал в Управлении железных дорог инспектором училищ.
Автор литературных статей, а также один из создателей «Энциклопедического словаря Брокгауза и Ефрона». Перевёл на русский язык книгу Ганса Мериана о Рихарде Штраусе, опубликовал анализ «Сказания о невидимом граде Китеже и деве Февронии» Римского-Корсакова.
Примерно в 1912 году переехал в Ригу. Жена, Елизавета Васильевна (урожд. Чертова), сотрудник редакции. Дочери: Вероника, Елена, Наталия.
Николай Фёдорович Грушке скончался 18 марта 1920 года в Эстонии.